# Patrona Hungariae Általános Iskola, Gimnázium, Kollégium és Alapfokú Művészeti Iskola
A Patrona Hungariae Általános Iskola, Gimnázium, Kollégium és Alapfokú Művészeti Iskola egyházi oktatási intézmény Budapesten. A gimnáziumba és a kollégiumba kizárólag leányok járhatnak, míg az általános iskola és a zeneiskola koedukált.

## Az iskola története

### Az alapítástól az államosításig
A Patrona Hungariae Gimnázium eredeti alapítója és fenntartója az Isteni Szeretet Leányai Kongregációja volt,  kongregáció a rend megalapítása után két évvel, 1870-ben kezdte meg működését Magyarországon. Gróf Apponyi Györgyné és gróf Andrássy Gyuláné meghívására alapították meg a bécsihez hasonló Mária Intézetet a Ráday utca 36. szám alatti épületben. A kongregáció célkitűzése ekkor a cselédlányok kiképzése, elhelyezkedésük segítése, valamint árva leányok nevelése és oktatása volt. Az ellátásuk teljesen ingyenes volt, a működést az összegyűjtött alamizsnából fedezték.
A nővérek nevelő munkájára nagy igény mutatkozott, ezért 1873-ban az alapító elrendelte, hogy a Mária Intézeten belül az oktatásra szánt „leánykák részére elemi iskolai magánjellegű internátus” jöjjön létre.
Az Isteni Szeretet Leányai tevékenységét a magyar hatóságok is elismerték. 1880. augusztus 10-én Simor János bíboros-hercegprímás az intézet iskoláját nyilvánossági joggal ruházta fel.
A szomszédos telek megvásárlásával megépült a Szent Margit Intézet a Knézich utcában. Az építkezést az első magyar tartományfőnöknő, Morvay M. Valéria tervei alapján és felügyelete mellett végezték. 1895 szeptemberétől Vaszary Kolos bíboros-hercegprímás engedélyezte, hogy az elemi iskola folytatásaként 4 osztályos, nyilvános működésű polgári iskola nyíljon, ahol a tehetősebbek csekély díj ellenében, a szegényebbek pedig ingyen tanulhattak.
A ferencvárosi szülők kérésére 1909 szeptemberében megnyílt az egyéves kereskedelmi szaktanfolyam, amelyre a jelentkezők nagy száma miatt hamarosan párhuzamos osztályt kellett indítani. A képzés rövid idő alatt elismertté vált, a főváros legelőkelőbb kereskedelmi cégei is szívesen alkalmazták az itt végzett fiatalokat.
1930-ban megnyílt a nyolcosztályos Patrona Hungariae Leánygimnázium, amely országos beiskolázású intézményként kezdett el működni. 1938-ban tartották az első érettségit, ekkor már 19 tanára és 279 tanulója volt az iskolának.
Az iskolák államosítására 1948. június 16-án került sor, az intézmény ezután Rozgonyi Piroska Állami Általános Gimnázium néven működött tovább.

### 1950 után
Az 1950-ben létrejött állami–egyházügyi megállapodás értelmében a Szegény Iskolanővérek Kongregációja volt az egyetlen női szerzetesrend, amely két gimnáziumot is fenntarthatott Magyarországon. A budapesti intézmény így a Szent Margit Intézet Knézich utcai épületrészében kezdte meg működését 1950 szeptemberében.
A gimnázium mellett a Katolikus Diákotthon is működött, amely országos beiskolázású volt. Az iskola és a diákotthon az állam által meghatározott tanár- és diáklétszámmal működhetett, minden változtatáshoz az állami egyházügyi hatóságok engedélyére volt szükség, magát az épületet felszerelés nélkül kapta meg a rend, és egy ideig az élelmiszeripari szakközépiskola kollégiuma is helyet kapott benne (a bejárata a Ráday utca 36. számnál volt). Az első években a tanári munkát az Isteni Szeretet Leányai Kongregációja tagjai is segítették.
A 4 évfolyamos gimnáziumban folyamatosan két párhuzamos osztály indult, évente mintegy 70–80 tanuló érettségizett. A maximális létszám évfolyamonként 80, összesen 320 diák lehetett, amelyet szinte mindig teljesen betöltöttek. A gimnázium iránt a rendszerváltásig folyamatos túljelentkezés mutatkozott, annak ellenére, hogy a diákok a továbbtanulás során hátrányt szenvedtek, különösen a pedagógusképzésre való bekerülés volt nehézkes.
1979-ben a Szegény Iskolanővérek megszerezték az épület tulajdonjogát, majd 1988-ban a Ráday utcai épületrészt is visszakapták. A római generalátus támogatásával 1990-ben megkezdődött az épületegyüttes átépítése és bővítése: a szomszédos telek megvásárlásával új szárny épült, ahová a gimnázium költözött. A teljes felújítás 1995 nyarára fejeződött be. Az épületben helyet kapott a rendház, a tartományfőnökség, valamint maguk az oktatási intézmények: általános iskola, gimnázium és egy diákotthon.

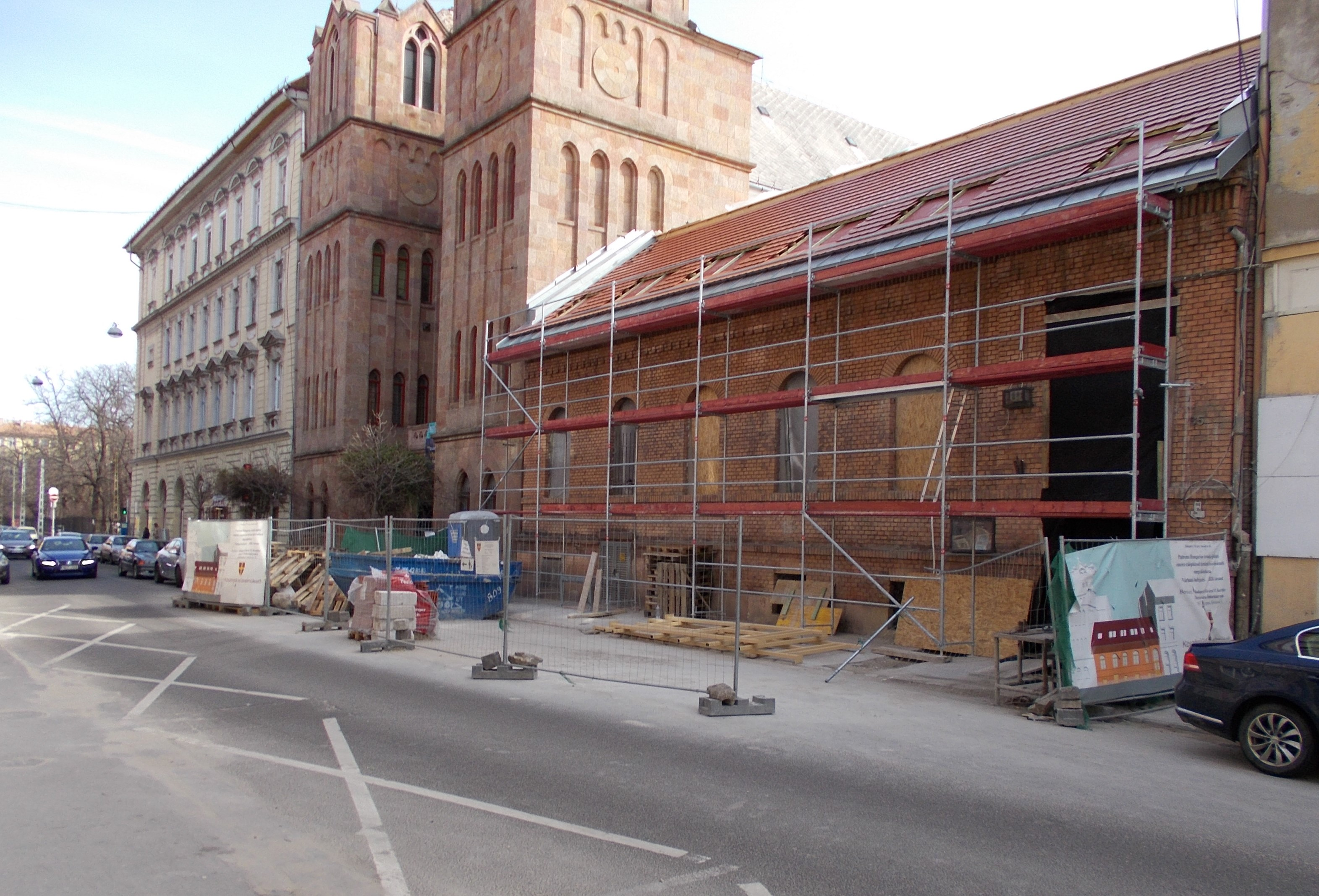
2020-ban, egy felújításkor

### Intézménybővülés 1990 után
- 1994-től: 6 évfolyamos gimnáziumi képzés indult.
- 1995-től: 6 évfolyamos általános iskola kezdte meg működését.
- 1995-től: zeneiskola is kapcsolódik az intézményhez.

Az általános iskola 1998–2011 között az Apor Vilmos Katolikus Főiskola gyakorlóiskolája volt, valamint a gimnázium 2000–2011 között a Pázmány Péter Katolikus Egyetem gyakorlóiskolájaként működött.
2023-ban négyosztályos gimnáziumi képzést indítottak.